# Центеніоналіс

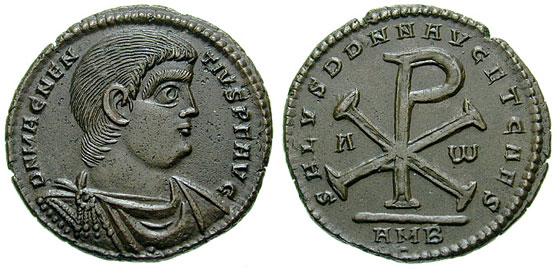
Подвійний Центеніоналіс (8,88 гр) імператора Магненція

Центеніоналіс — монета кінця Римської імперії, впроваджено близько 346—350 за часів імператорів Константа й Констанція II. 
Центеніоналіс запроваджено внаслідок сильного знецінення Фоліса. Вартість монети не була сталою. Виходячи із назви припускають її вартісь у 1/100 Силікви чи Міліарензе. Лише після 8 років введення у грошовий оббіг Центеніоналіса внаслідок інфляції вартість монети сильно впала. За часів Феодосія Великого карбувалися невеликі кількості цих монет.